# Crimson Death
A Crimson Death perui melodikus death metal együttes. 1994-ben alapította Geyner Valencia énekes és Edgar Rodríguez gitáros. Utóbbi 2010-ben elhagyta a zenekart. Hangzásuk leginkább a göteborgi szcéna képviselőire hasonlít (In Flames, Dark Tranquillity stb.) Ugyanezen a néven működik egy német death metal együttes is. Zenei hatásuknak a Dismember és a Hypocrisy együtteseket tették meg.

## Tagok
- Geyner Valencia - gitár, ének (1994-)
- Alvaro Valencia - basszusgitár (2012-)
- Manuel Reymoso - dob (2013-)
- Paul Valencia - gitár (2014-)

## Korábbi tagok
- Eduardo Moya - dob (1995-1998)
- Victor Calvo - basszusgitár (2001-2005)
- Rafael Cubillas - dob (1998-2006)
- Karelia Hani - dob (2006-2008)
- Alonso Guevara - dob (2008-2009)
- Edgar Rodríguez - gitár (1994-2010)
- Emmanuel Tejada - dob (2009-2010)
- Carlos Delgada - basszusgitár (1995-2001, 2005-2010)
- Mario Callata - billentyűk (ideiglenesen, 2005)

## Diszkográfia
- Promo EP (2000)
- Technology (album, 2004)
- Death is Essential (album, 2006)